# Deme
|  | For dansk forlag se Demos − For tænketank se Demos (britisk tænketank) |
Deme eller demos (gr.  δῆμος ; flertal: δῆμοι, 'demoi') var en inddeling af landskabet Attika, regionen i Grækenland omkring Athen. Med Kleisthenes' reformer omkring 500 f.Kr. blev Attika opdelt i en slags kommuner, demer, og for at være en gyldig borger skulle man nu være indrulleret i et demes borgerliste. Attika blev inddelt i sådanne 139 demoi.